# Języki austryckie

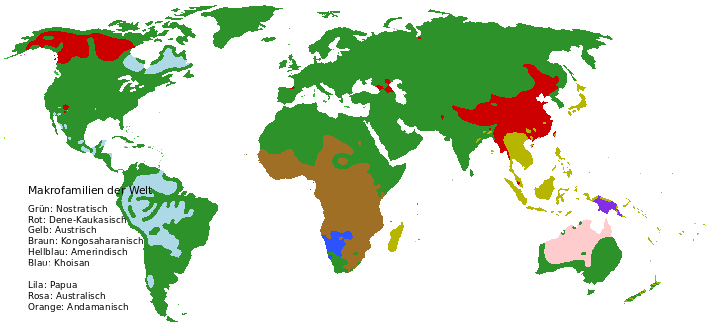
Języki austryckie zaznaczone na żółto

Języki austryckie – hipotetyczna makrorodzina językowa zaproponowana przez Wilhelma Schmidta w 1906 roku. W skład tej makrorodziny miałyby wchodzić języki:
- austronezyjskie
- hmong-mien
- austroazjatyckie
- dajskie